# گوشت چرخ‌کرده

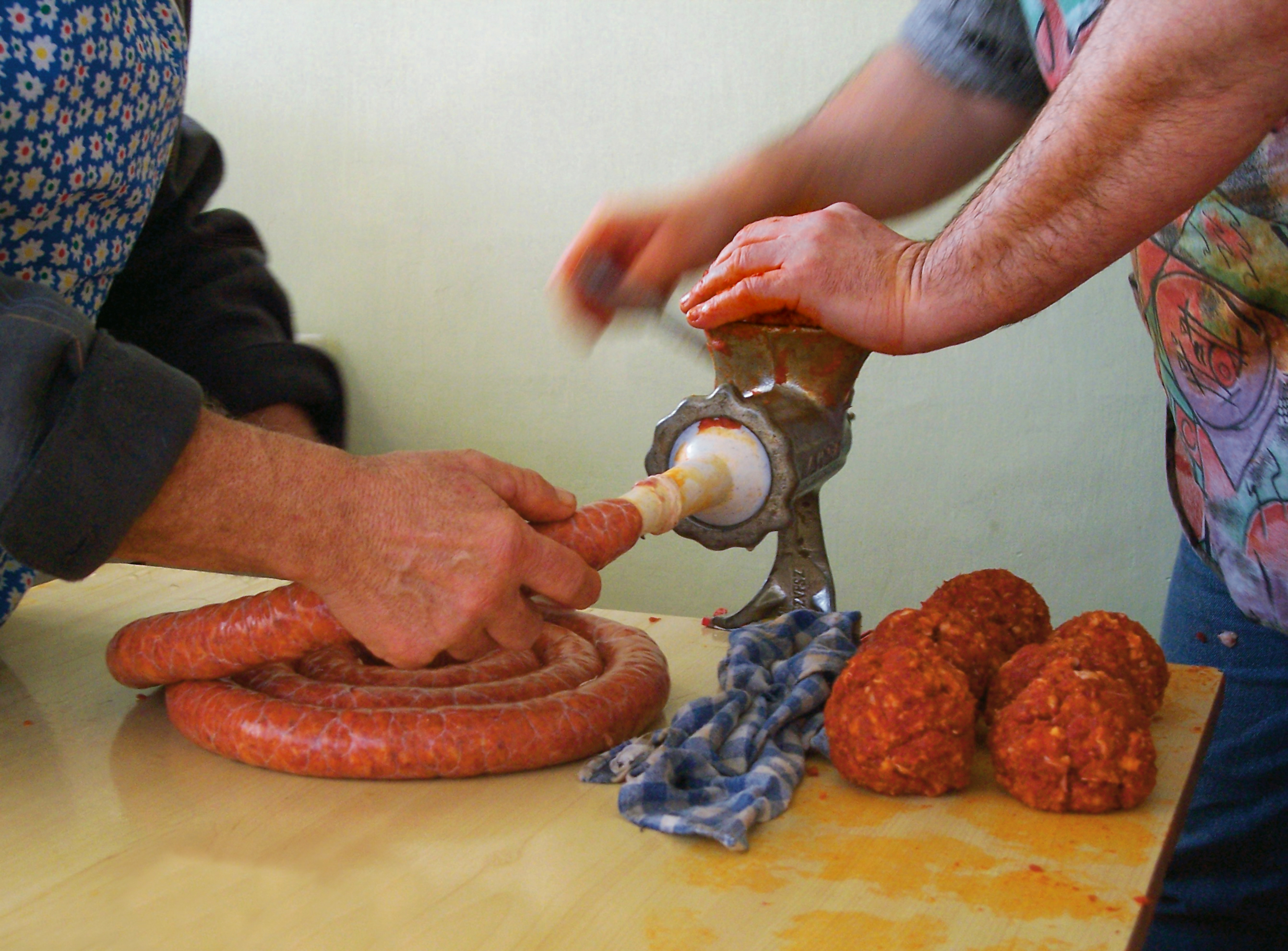
گوشت در حال چرخ شدن برای ساخت سوسیس

گوشت چرخ‌کرده به گوشت ریز شده توسط چرخ گوشت یا چاقوی خردکن گفته می‌شود. یکی از انواع متداول گوشت برای خرد شدن گوشت گاو می‌باشد. اما گوشت حیوانات دیگری همچون خوک، بره، مرغ و بوقلمون گوسفند نیز برای چرخ شدن استفاده می‌شود.  این گوشت برای خوراک های مختلف مثل قیمه،قرمه‌سبزی،چلو گوشت و ....